# 다운패트릭

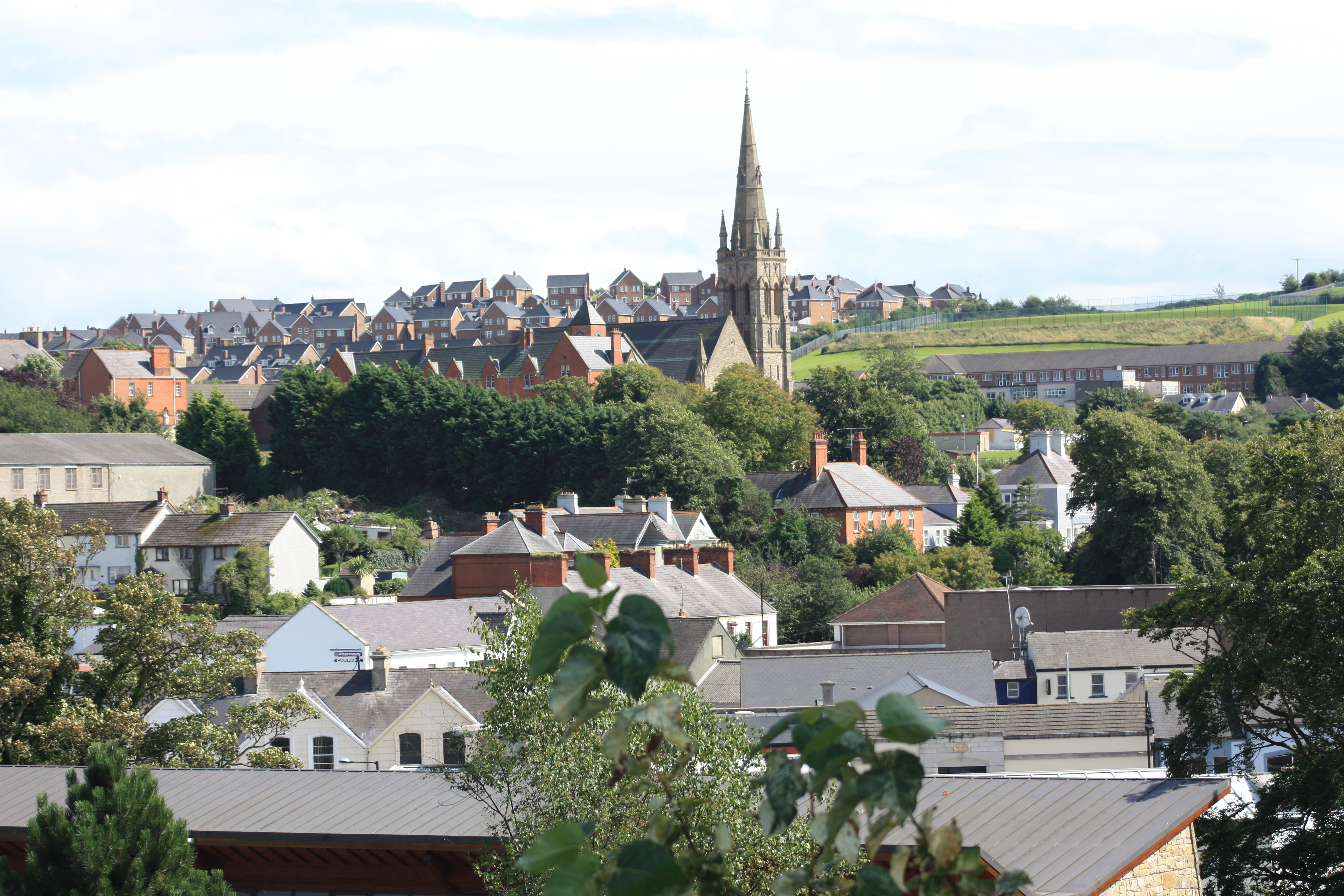
다운패트릭

다운패트릭(영어: Downpatrick, 아일랜드어: Dún Pádraig)은 북아일랜드 다운주의 주도로 인구는 10,822명(2011년 기준)이다. 벨파스트에서 남쪽으로 약 33km 정도 떨어진 곳에 위치한다.

## 같이 보기
- 다운패트릭 경 에드워드 윈저